# Margites egenus
Margites egenus är en skalbaggsart som först beskrevs av Francis Polkinghorne Pascoe 1858.  Margites egenus ingår i släktet Margites och familjen långhorningar. Inga underarter finns listade i Catalogue of Life.